# Space Squash
Space Squash (スペーススカッシュ?, Supēsu Sukasshu) è un videogioco sportivo basato sullo squash. È stato pubblicato il 9 settembre 1995 per Virtual Boy, e solo in Giappone.

## Modalità di gioco
Essenzialmente, si tratta di una versione in 3D di PONG, però con alcune meccaniche simili a titoli come Super Glove Ball per NES e Cosmic Smash per Dreamcast. Il giocatore controlla un robot che può muoversi in quattro direzioni per intercettare la palla che si muove verso di lui.